# Chrysolina terskeica
Chrysolina terskeica es un coleóptero de la familia Chrysomelidae.
Fue descrita científicamente en 2005 por Romantsov.